# Cmentarz Petrovicki
Cmentarz Petrovicki (cz. Petrovický hřbitov) – cmentarz położony w stolicy Czech w dzielnicy Praga 10 (Petrovice) przy ulicy Novopetrovickiej.

## Historia
Cmentarz został założony w 1907. Od wejścia prowadzi główna droga wyłożona lipami, na środku cmentarza znajduje się pomnik ofiar obu wojen światowych. 750 metrów od nekropolii znajduje się miejsce, gdzie dawniej istniał cmentarz przy kościele św. Jakuba Starszego.